# Paul Neff (Verleger)
Paul Neff (* 1. Dezember 1804 in Mannheim; † 3. Oktober 1855 in Stuttgart) war ein deutscher Buchhändler und Verleger.

## Leben
Neff war ein Sohn eines Spezereienhändlers und sollte auf Wunsch der Familie die väterliche Firma übernehmen. Er besuchte das Vereinigte großherzogliche Lyzeum und begann anschließend in der Löfflerschen Buchhandlung in seiner Heimatstadt eine Ausbildung zum Buchhändler. Parallel dazu wurde er auch Schüler in Courtin's kaufmännischem Lehrinstitut.
1819 betraute die Redaktion der Mannheimer Zeitung Neff mit der Leitung ihrer feuilletonistischen Beilage Phoenix. Wenig später holte ihn seine Familie wieder zurück in die väterliche Firma.
1826 kaufte der Verleger Carl Hoffmann (1802–1883) die J. D. Sattlersche Buchhandlung und Leihbibliothek in Stuttgart. Im darauffolgenden Jahr holte er Neff, mit dem er in der Löfflerschen Buchhandlung gemeinsam die Ausbildung absolviert hatte, als Teilhaber in seine Firma.
Neff nahm an und kam zu Hoffmann nach Stuttgart. Hoffmann betreute den Verlag und Neff fungierte als Sortimenter. Parallel dazu war Neff auch einige Jahre Redakteur der Neckar-Zeitung. Mit den Jahren konnte Neff den Sortimentsbuchhandel optimieren und auch der Antiquariats- und Kommissionsbuchhandel erhielt durch ihn neue Impulse. Für einige Jahre leitete Neff auch die Stuttgarter Buchhändler-Vereinigung.
1851 kam Paul Neff der Jüngere, ein Sohn seines Bruders zu ihm in die Lehre.
Paul Neff starb am 3. Oktober 1855 in Stuttgart und vererbte seine Firmenanteile an seine Geschwister. Diese ließen die Firma bis 1865 durch Wilhelm Heinemann leiten und übergaben sie dann Paul Neff dem Jüngeren.